# BEAT360
BEAT360은 기아자동차의 브랜드 체험 공간이다. 현재 서울특별시 강남구 압구정로 417번지에 있다.
BEAT360의 건물 외관은 7,553개의 독립된 모듈을 사용했다. 자동차가 달릴 때 차체를 타고 흐르는 공기의 움직임을 시각적으로 확인할 수 있다. BEAT360의 내부는 이퀄라이저 위에서 BEAT를 모티브로 8,800개의 모듈이 결합되어 각기 다른 모습의 하나로 연결한다. 전시공간은 '도슨트'를 통해 브랜드 및 차량에 대한 소개를 들을 수 있다.